# Société photographique japonaise (1924-)
Pour les articles homonymes, voir Société photographique japonaise.
La société photographique japonaise (日本写真会, Nihon Shashinkai) est une organisation de photographes fondée en 1924 toujours active aujourd'hui.

## Histoire
Sans lien avec l'organisation du même nom fondée plus tôt, la SPJ est issu du cercle photographique junior de Shiseido (シセイドウ・フォト・ジュニオル・サークル, Shiseidō Foto Junioru Sākuru) et du Kōga-kai (光画会). Fondée en 1924, le premier président est Shinzō Fukuhara et parmi les autres membres fondateurs se trouvent Rosō Fukuhara, Kiichirō Ishida, Isao Kakefuda, Maroni Kumazawa, Yasutarō Mori, Masajirō Sakai, Hekisui Yamanaka et Jiichirō Yasukōchi. Yasuzō Nojima rejoint plus tard l'organisation en 1926.
À partir de 1925, la SPJ tient une exposition commune chaque année.
L'organisation est interdite en 1944 mais redémarre en 1946.

## Membres
- Rosō Fukuhara
- Shinzō Fukuhara
- Maroni Kumazawa
- Yasuzō Nojima
- Kiyoshi Nishiyama
- Akira Toriyama
- Jiichirō Yasukōchi

## Source de la traduction
- (en) Cet article est partiellement ou en totalité issu de l’article de Wikipédia en anglais intitulé « Japan Photographic Society (1924–) » (voir la liste des auteurs).